# Звезда и полумесец
Звезда и полумесец је са историјске тачке гледишта био симбол Османског царства, али је временом генерално почео да се асоцира на ислам. Сада је овај симбол веома популаран код муслимана широм света, и сада је једнак у погледу симбола са хришћанством, којем је симбол крст и јудаизмом, којем је симбол Давидова звезда. Многе муслиманске државе користе овај симбол на својим националним обележјима, као што су заставе.

## Употреба у заставама
- Застава Пакистана
- Застава Туниса
- Застава Турске
- Застава Либије
- Застава Алжира
- Застава Мауританије
- Застава Азербејџана
- Застава Малезије